# Kebitigollewa Division
Kebitigollewa Division är en division i Sri Lanka.   Den ligger i provinsen Norra Centralprovinsen, i den norra delen av landet, 220 km norr om huvudstaden Colombo.